# Liste der Innenminister von Baden-Württemberg
Liste der Innenminister von Baden-Württemberg.

## Innenminister Südbaden (1946–1952)
| Name            | Amtsantritt                                    | Kabinett                      | Partei |
| --------------- | ---------------------------------------------- | ----------------------------- | ------ |
| Marcel Nordmann | 3. Dezember 1946                               | Staatssekretariat Wohleb      | SPD    |
| Alfred Schühly  | 26. Juni 1947 23. Januar 1948 22. Februar 1949 | Wohleb I Wohleb II Wohleb III | CDU    |

## Innenminister Württemberg-Baden (1945–1952)
| Name         | Amtsantritt                                          | Kabinett                   | Partei |
| ------------ | ---------------------------------------------------- | -------------------------- | ------ |
| Fritz Ulrich | 24. September 1945 16. Dezember 1946 11. Januar 1951 | Maier I Maier II Maier III | SPD    |

## Innenminister Württemberg-Hohenzollern (1946–1952)
| Name          | Amtsantritt                                   | Kabinett              | Partei |
| ------------- | --------------------------------------------- | --------------------- | ------ |
| Viktor Renner | 9. Dezember 1946 8. Juli 1947 13. August 1948 | Schmid II Bock Müller | SPD    |

## Innenminister Baden-Württemberg (seit 1952)
| Name            | Amtsantritt                                                 | Kabinett                                  | Partei |
| --------------- | ----------------------------------------------------------- | ----------------------------------------- | ------ |
| Fritz Ulrich    | 25. April 1952 7. Oktober 1953                              | Maier Müller I                            | SPD    |
| Viktor Renner   | 9. Mai 1956 17. Dezember 1958                               | Müller II Kiesinger I                     | SPD    |
| Hans Filbinger  | 23. Juni 1960 11. Juni 1964                                 | Kiesinger II Kiesinger III                | CDU    |
| Walter Krause   | 16. Dezember 1966 12. Juni 1968                             | Filbinger I Filbinger II                  | SPD    |
| Karl Schiess    | 8. Juni 1972 2. Juni 1976                                   | Filbinger III Filbinger IV                | CDU    |
| Lothar Späth    | 22. Februar 1978                                            | Filbinger IV                              | CDU    |
| Guntram Palm    | 30. August 1978                                             | Späth I                                   | CDU    |
| Roman Herzog    | 4. Juni 1980                                                | Späth II                                  | CDU    |
| Heinz Eyrich    | 5. Oktober 1983                                             | Späth II                                  | CDU    |
| Dietmar Schlee  | 6. Juni 1984 8. Juni 1988 13. Januar 1991                   | Späth III Späth IV Teufel I               | CDU    |
| Frieder Birzele | 11. Juni 1992                                               | Teufel II                                 | SPD    |
| Thomas Schäuble | 11. Juni 1996 12. Juni 2001                                 | Teufel III Teufel IV                      | CDU    |
| Heribert Rech   | 14. Juli 2004 29. April 2005 14. Juni 2006 24. Februar 2010 | Teufel IV Oettinger I Oettinger II Mappus | CDU    |
| Reinhold Gall   | 12. Mai 2011                                                | Kretschmann I                             | SPD    |
| Thomas Strobl   | 12. Mai 2016 12. Mai 2021                                   | Kretschmann II Kretschmann III            | CDU    |